# Idaux-Mendy
Idaux-Mendy település Franciaországban, Pyrénées-Atlantiques megyében. Lakosainak száma 271 fő (2022. január 1.). Idaux-Mendy Ossas-Suhare, Menditte, Gotein-Libarrenx, Ordiarp és Aussurucq községekkel határos.

## Népesség
A település népességének változása:
| Lakosok száma | 259  | 261  | 270  | 270  | 275  | 275  | 275  | 276  | 271  |
|               | 2013 | 2015 | 2016 | 2017 | 2018 | 2019 | 2020 | 2021 | 2022 |